# 紅海新棘鮋
紅海新棘鮋，為輻鰭魚綱鮋形目鮋亞目鮋科的其中一種，為深海魚類，分布於西印度洋紅海南部海域，棲息深度228-235公尺，體長可達6.6公分，棲息在底層水域，生活習性不明。

## 扩展阅读
維基物種上的相關：紅海新棘鮋